# Marianne Abderhalden
Marianne Abderhalden (* 1. April 1986 in Grabs, verheiratete Marianne Thöni-Abderhalden) ist eine ehemalige  Schweizer Skirennfahrerin. Sie ist die jüngere Schwester von Jörg Abderhalden, dem erfolgreichsten Athleten im Schweizer Nationalsport Schwingen, und war auf die Disziplinen Abfahrt und Super-G spezialisiert.

## Biografie
Ab Dezember 2001 bestritt Abderhalden FIS-Rennen, zwei Jahre später folgten die ersten Einsätze im Europacup. Mit dem Schweizer Meistertitel in der Kombination und dem Schweizer Juniorenmeistertitel in der Abfahrt wurde sie 2005 erstmals einer breiteren Öffentlichkeit bekannt. 2006 folgten die Juniorenmeistertitel in der Abfahrt und im Super-G. Bei den Junioren-Weltmeisterschaften 2006 gewann Abderhalden die Goldmedaille in der Abfahrt und die Silbermedaille in der Kombination. Sie durfte deshalb Mitte März beim Weltcup-Final in Åre teilnehmen, wo sie aber auf den letzten Platz fuhr. Die Stiftung Schweizer Sporthilfe wählte sie zur Nachwuchsathletin des Jahres 2006.
In der Saison 2006/07 konnte Abderhalden diese Leistungen vorerst nicht bestätigen, da sie an einem Teilriss an der Achillessehne litt. Sie konnte ihren Fuss nicht voll belasten und musste deshalb das Training einschränken. Mit guten Ergebnissen im Europacup und bei FIS-Rennen sicherte sie sich einen Startplatz im Weltcup. Am 9. März 2008 wurde sie 21. der Super-Kombination in Crans-Montana und gewann damit ihre ersten Weltcuppunkte. In der Folge verlor sie aufgrund zahlreicher kleinerer Verletzungen den Anschluss an die Weltspitze. Die Qualifikation für die Olympischen Winterspiele 2010 verpasste sie deutlich. Umso überraschender war deshalb ihr Ergebnis am 6. März 2010, als sie in der Weltcupabfahrt von Crans-Montana auf den dritten Platz fuhr.
Die Saison 2011/12 war für sie schon früh zu Ende. Sie verletzte sich Anfang Dezember in der Abfahrt von Lake Louise, musste danach mehrere Wochen pausieren und schliesslich im Januar die Saison wegen einer Kreuzbandoperation endgültig beenden. In der folgenden Saison 2012/13 erreichte sie als Dritte der zweiten Abfahrt von Lake Louise den zweiten Weltcup-Podestplatz ihrer Karriere. Ein Jahr später belegte sie an gleicher Stelle den 2. Rang.
Den einzigen Weltcupsieg feierte sie im Dezember 2013 in Val-d’Isère, wiederum bei einem Abfahrtsrennen. Im März 2015 gab sie ihren Rücktritt auf Ende Saison bekannt, da ihr Knie den Belastungen des Spitzensports nicht mehr standhielt.

## Privates
Am 6. August 2011 heiratete Abderhalden ihren Freund Pascal Kaufmann. Sie startete anschliessend bis zur Scheidung 2014 unter dem Doppelnamen Kaufmann-Abderhalden. Später heiratete sie Andreas Thöni und nahm den Doppelnamen Thöni-Abderhalden an.

## Erfolge

### Weltmeisterschaften
- Schladming 2013: 14. Super-Kombination, 20. Abfahrt
- Vail/Beaver Creek 2015: 29. Abfahrt

### Weltcup
- Saison 2013/14: 5. Abfahrtsweltcup
- 5 Podestplätze, davon ein Sieg:

| Datum             | Ort         | Land       | Disziplin |
| ----------------- | ----------- | ---------- | --------- |
| 21. Dezember 2013 | Val-d’Isère | Frankreich | Abfahrt   |

### Junioren-Weltmeisterschaften
- Bardonecchia 2005: 19. Super-G, 20. Abfahrt, 25. Slalom, 38. Riesenslalom
- Québec 2006: 1. Abfahrt, 2. Kombination, 8. Super-G, 17. Slalom, 28. Riesenslalom

### Europacup
- Saison 2008/09: 8. Gesamtwertung, 3. Abfahrtswertung, 8. Kombinationswertung
- 4 Podestplätze

### Weitere Erfolge

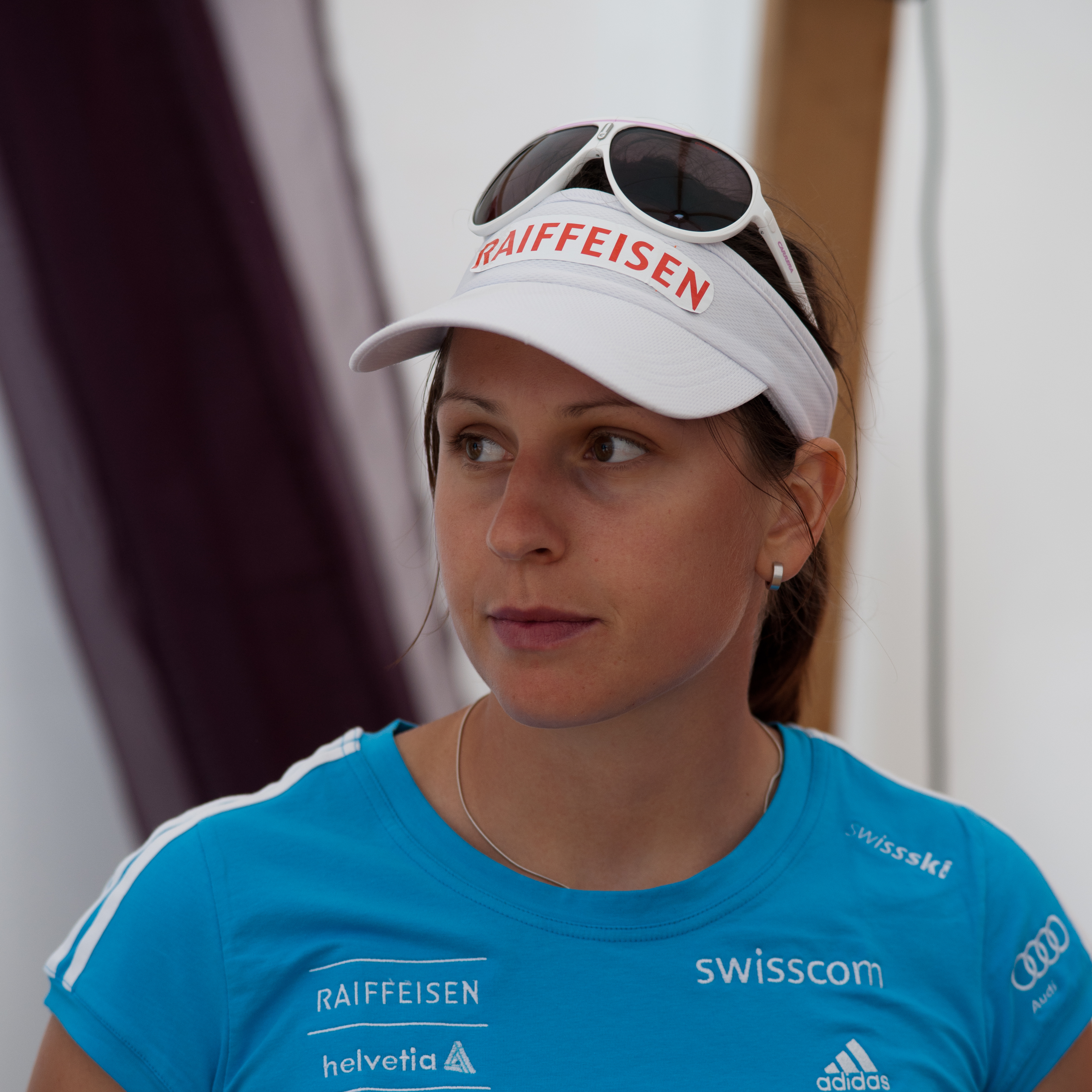
Marianne Abderhalden im Sommertraining (2011)

- 3 Schweizer Meistertitel (Kombination 2005, Abfahrt und Super-Kombination 2011)
- 1 Podestplatz im Nor-Am Cup
- 10 Siege in FIS-Rennen
- Nachwuchsathletin des Jahres 2006